# Avaliação preguiçosa
Avaliação preguiçosa (também conhecida por avaliação atrasada) é uma técnica usada em programação para atrasar a computação até um ponto em que o resultado da computação é considerado necessário.
Os benefícios da avaliação preguiçosa incluem o aumento do desempenho ao evitar cálculos desnecessários, evitando condições de erro na avaliação de expressões compostas, a habilidade em construir estruturas de dados infinitas e a habilidade de definir estruturas do controle como funções regulares melhor que usando primitivas internas. No oposto de avaliação atrasada está avaliação ansiosa, também conhecido como avaliação rigorosa.